# کلیسای کرسهلم
کلیسای کرسهلم (انگلیسی: Korsholm Church) (به سوئدی: Korsholms kyrka) (به فنلاندی: Mustasaaren kirkko) یک ساختمان کلیسایی در شهر واسا، فنلاند، در منطقه اوستروبوتنیا است.
در ابتدا این ساختمان برای دادگاه تجدیدنظر بین سال‌های ۱۷۷۶ تا ۱۷۸۶ ساخته شد و توسط کارل فردریک آدلکرانتز طراحی شد. پس از اینکه شهر، از جمله کلیسا، در سال ۱۸۵۲ در آتش سوخت، این ساختمان به عنوان کلیسا تحت نظارت کارل اکسل ستربرگ، که به عنوان معمار شهرستان برای شهرستان واسا کار می‌کرد، بازسازی شد. بخش عمده‌ای از بازسازی واقعی در داخل ساختمان را یوهان لیلروس، سازنده‌ای محلی، و تعدادی از نجاران محلی طراحی و تکمیل کردند. در آن زمان، این مکان محل اقامت گروهی از فنلاندی‌ها بود.